# Triacastela
Triacastela – miasto w Hiszpanii we wschodniej Galicji w prowincji Lugo.